# Patrycja Wolińska-Bartkiewicz
Patrycja Wolińska-Bartkiewicz (ur. 10 listopada 1978) – polska prawniczka, urzędnik samorządowy i państwowy, w latach 2008–2013 podsekretarz stanu w resortach związanych z infrastrukturą.

## Życiorys
Ukończyła studia prawnicze na Uniwersytecie Marii Curie-Skłodowskiej w Lublinie oraz studia podyplomowe w PAN z zakresu europejskiego prawa samorządowego.
Pracowała w urzędzie miasta w Chełmie w Wydziale Rozwoju i Promocji oraz jako pełnomocnik prezydenta miasta do spraw pozyskiwania funduszy pomocowych. W 2007 została zastępczynią dyrektora Departamentu Strategii i Rozwoju Regionalnego w Urzędzie Marszałkowskim Województwa Lubelskiego.
Od grudnia 2007 do kwietnia 2008 pełniła funkcję doradcy ministra infrastruktury. 3 kwietnia 2008 powołano ją na stanowisko podsekretarza stanu ds. europejskich w Ministerstwie Infrastruktury, na którym zastąpiła Barbarę Kondrat. Z dniem 23 listopada 2011 objęła tożsame stanowisko w nowo utworzonym Ministerstwie Transportu, Budownictwa i Gospodarki Morskiej.  Odeszła ze stanowiska dzień po utworzeniu 27 listopada 2013 Ministerstwa Infrastruktury i Rozwoju.